# Les Ableuvenettes
Les Ableuvenettes je malá francouzská obec v departementu Vosges, v regionu Grand Est, 5 kilometrů od Dompaire. Dělí se na Petite Ableuvenette na jihu a Grande Ableuvenette na severu; obě části jsou oddělené říčkou Illon, která je pravým přítokem řeky Madon.

## Sousední obce
| Růžice kompasu | Gelvécourt-et-Adompt |             | Dompaire        | Růžice kompasu |
| Růžice kompasu | Sever                |             |                 | Růžice kompasu |
| Růžice kompasu | Les Ableuvenettes    |             |                 | Růžice kompasu |
| Růžice kompasu | Jih                  |             |                 | Růžice kompasu |
| Růžice kompasu | Légéville-et-Bonfays | Pierrefitte | Ville-sur-Illon | Růžice kompasu |

## O obci
Obec se nachází v povodí Rýn-Máza, které je součástí povodí Rýna. Je odvodňována říčkou Illon a potokem Gueux.
Nezastavěná plocha obce se dle měření z roku 2018 skládala z orné půdy (57,2 %), travních porostů (27,9 %), lesů (13,8 %) a jiných zemědělských ploch (1 %).
Ve vsi byly objeveny starověké mince, které svědčí o přítomnosti Římanů. Z roku 1148 pochází první zmínka o obci, která je jmenována jako „Albuvisnei“. Místo bylo později nazýváno „Aublevenay“.
V Les Ableuvenettes není kostel, obyvatelé přísluší ke kostelu v sousední obci Ville-sur-Illon.
V prosinci 2012 byla povolena instalace 18 větrných turbín v Ableuvenettes, Gelvécourt-et-Adompt a Ville-sur-Illon.

## Vývoj počtu obyvatel
Počet obyvatel